# كاتا

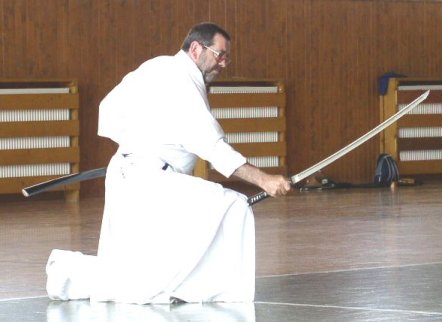
التدريب الفردي بالكاتا هو الشكل الأساسي للممارسة في بعض فنون الدفاع عن النفس، مثل فن إيايدو.

كاتا (باليابانية: 型 أو 形)وهي كلمة يابانية تعني «شكل». وتشير إلى نمط مفصل مصمم لحركات فنون الدفاع عن النفس التي تم ممارستها بشكل فردي، ويمكن أيضًا تطبيقها داخل مجموعات وفي انسجام عند التدريب. يمارس هذا النمط في فنون القتال اليابانية كوسيلة لحفظ وإتقان الحركات التي يتم تنفيذها. وتستخدم فنون الدفاع عن النفس الكورية ذات التأثير الياباني مثل الايكيدو وتانغ سو دو المصطلح المشتق هيونغ (هانجا: 形) وكذلك مصطلح بومساي (هانجا: 品 勢 هانجول: 품새).
تُستخدم الكاتا أيضًا في العديد من الفنون اليابانية التقليدية مثل الكابوكي ومدارس حفل الشاي (سادو)، ولكنها تبقى أكثر شيوعًا في فنون الدفاع عن النفس. تُستخدم الكاتا في معظم فنون الدفاع عن النفس اليابانية والأوكيناوية مثل الإيايدو والجودو والكيندو والكينبو والكاراتيه.

## خلفية
كانت الكاتا في الأصل طرق تدريس وتدريب تم من خلالها الحفاظ على تقنيات القتال الناجحة وتمريرها. وقد سمحت ممارسة الكاتا لمجموعة من الأشخاص بالانخراط في تنافس باستخدام منهجيات منظمة، بدلاً من الممارسة بطريقة متكررة. ويطور المتعلم القدرة على تنفيذ تلك التقنيات والحركات بطريقة طبيعية تشبه ردود الفعل. والممارسة المنهجية لا تعني الصرامة بشكل دائم، ٳنما الهدف هو استيعاب حركات وتقنيات الكاتا بحيث يمكن تنفيذها وتكييفها في ظروف مختلفة، دون تفكير أو تردد. لذالك ستبدو تصرفات المبتدئ متفاوتة وصعبة، بينما تبدو تصرفات السيد بسيطة وسلسة.
الكاتا هي كلمة دخيلة مستعارة في اللغة الإنجليزية، ففي الخمسينيات من القرن الماضي تمت الإشارة إلى الجودو كاتا من طرف جيغورو كانو، وفي السبعينيات أيضًا للكاراتيه كاتا. ولكن تم استخدام الكلمة كمصطلح عام للأنماط في فنون الدفاع عن النفس بشكل عام، أو حتى تطبيقها مجازيًا في مجالات أخرى.

## فنون القتال اليابانية
في رياضات فنون الدفاع عن النفس اليابانية، غالبًا ما يُنظر إلى الكاتا على أنها عنصر أساسي لتدريب الراندوري حيث يكمل أحدهما الآخر. ومع ذلك، فإن النوع الفعلي ومدة تدريب الكاتا مقابل تدريب الراندوري يختلف من فن إلى آخر. ففي الإيايدو، تتكون الكاتا منفردة باستخدام السيف الياباني (كاتانا) في جميع التدريبات تقريبًا. بينما في الجودو، لا يتم التركيز على تدريب الكاتا وعادة ما يتم استخدامه فقط في تصنيف دان. أما في كين جوتسو، يمكن أن تستخدم الكاتا المزدوجة بالنسبة للمبتدئين بشكل كثيف في التدريبات. وفي المستويات الأعلى، الإصابات الخطيرة ممنوعة فقط من خلال الوعي الكبير لكلا المشاركين بالمفاهيم المهمة التي يتم تدريسها وتدريبها. ويشمل ذلك التوقيت والمسافة، مع ممارسة الكاتا بسرعة واقعية. وتم العثور على قابلية تعديل لتدريب الكاتا في الفنون اليابانية الأخرى مع تبادل أدوار المهاجم والمدافع في كثير من الأحيان ضمن التسلسل. وتستخدم العديد من فنون الدفاع عن النفس الكاتا في العروض العامة وفي المسابقات، مما يمنح نقاطًا لجوانب تقنية مثل الأسلوب، والتوازن، والتوقيت، وإدراك الحقيقة (المظهر الحقيقي).